# Andorra en los Juegos Olímpicos de Innsbruck 1976
Andorra estuvo representada en los Juegos Olímpicos de Innsbruck 1976 por un total de 5 deportistas que compitieron en esquí alpino.
El equipo olímpico andorrano no obtuvo ninguna medalla en estos Juegos.